# Pete Howard
Pete Howard (...) è un batterista inglese, celebre più che altro per esser stato membro della band punk rock The Clash dal 1983 al 1986.

## Biografia

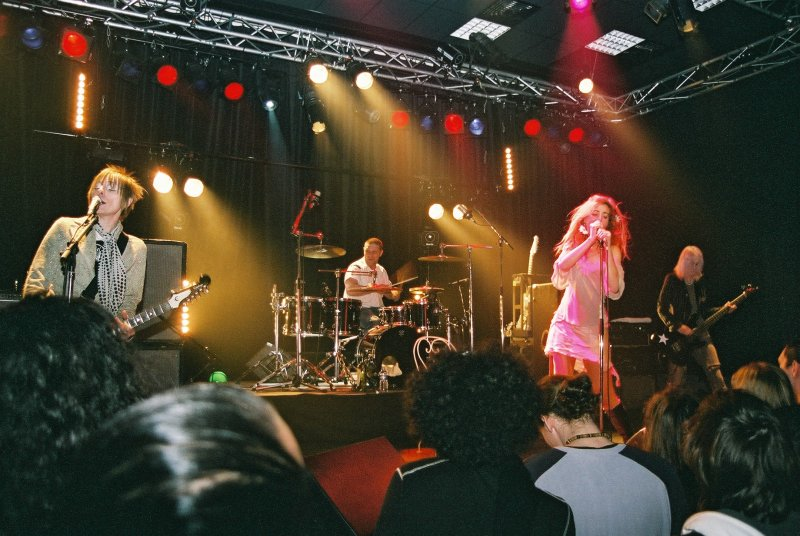
Pete Howard con i Queen Adreena nel 2006

La sua partecipazione ai Clash nacque dalle defezioni dei batteristi precedenti. Verso la fine del mese di maggio del 1982 infatti Topper Headon (che aveva fatto parte dei Clash durante il periodo d'oro del gruppo da Give 'Em Enough Rope a Combat Rock) venne estromesso dal gruppo a causa della sua dipendenza dall'eroina e venne ripreso il batterista che aveva fondato il gruppo Terry Chimes.
Terry Chimes suonò con i Clash fino all'ultimo concerto del tour di Combat Rock avvenuto il 27 novembre del 1982 a Montego Bay in Jamaica. Subito dopo Terry lasciò il gruppo ritenendolo in una fase di stallo e, per questo, dopo una lunga selezione, nel maggio 1983 fu scelto Pete Howard. Egli, per quanto discretamente dotato tecnicamente, visse esclusivamente la stagione peggiore della band, compresa l'estromissione di Mick Jones (avvenuta nel settembre 1983), diversi tour che però erano pallido ricordo di quello che erano un tempo i Clash, fino alla realizzazione dell'album Cut the Crap (che fu un discreto insuccesso commerciale) ed allo scioglimento della band.
Dal 2001 al 2008 ha fatto parte dei Queen Adreena.